# 유비소프트 커넥트
유비소프트 커넥트(영어: Ubisoft Connect)는 유비소프트에서 개발한 디지털 배급, 디지털 권리 관리(영어: DRM), 소셜 네트워크 서비스 제공 플랫폼이다. 사용자들이 PC나 모바일 플랫폼을 이용해 게임을 구매할 수 있도록 하며, 유플레이(영어: UPlay Client)를 통해 게임을 다운로드 할 수 있게 한다.

## 특징
스팀이나 오리진과 연계하여 게임을 판매하고 있기 때문에, 실질적으로 쿠폰 등록 등으로 게임을 등록하는 경우를 제외하고는 직접적으로 게임을 구입하는 목적으로 이용하는 경우는 극히 드물다.
대부분 스팀이나 오리진에서 게임 다운로드 시 같이 설치되는 경우가 대다수이다.
클라우드 저장 기능이 매우 취약하며, 포맷 후에는 세이브 데이터가 날아가 있는 것을 보는 것이 흔하다.

## 역사
2009년: 어쌔신 크리드 2의 공개와 함께 공개되었다.

## 목록
유비소프트 커넥트에서 가능한 게임들의 목록은 아래에 있다:
- 톰 클랜시의 레인보우식스 시리즈
- 톰 클랜시의 더 디비전
- 톰 클랜시의 스플린터 셀 시리즈
- 톰 클랜시의 고스트리콘 시리즈
- 와치 독스 시리즈
- 어쌔신 크리드 시리즈
- 포 아너
- 페르시아의 왕자 시리즈
- 파크라이 시리즈
- 더 크루 시리즈
- 마이트 앤 매직 시리즈
- 사일런트 헌터 시리즈
- 히어로즈 오브 마이트 앤 매직 시리즈
- 콜 오브 후아레즈 시리즈

## 같이 보기
- 디지털 구독권
- 스팀
- 오리진